# 24/Seven
Albums de Big Time Rush
Big Time Movie Soundtrack
(2012)
24/Seven est le titre du troisième album de Big Time Rush, édité le 11 juin 2013 chez le label Colombia Records.

## Liste des titres
| 1.  | 24/Seven                    | 3:09 |
| 2.  | Like Nobody's Around        | 2:56 |
| 3.  | Get Up                      | 2:57 |
| 4.  | Song for You (feat. Karmin) | 3:15 |
| 5.  | Run Wild                    | 3:09 |
| 6.  | Crazy for U                 | 3:07 |
| 7.  | Picture This                | 3:04 |
| 8.  | Confetti Falling            | 4:03 |
| 9.  | Amazing                     | 3:21 |
| 10. | We Are                      | 3:46 |

| 11. | Love Me Again                    | 3:30 |
| 12. | Just Getting Started             | 3:02 |
| 13. | Untouchable                      | 3:20 |
| 14. | Lost in Love (feat. Jake Miller) | 3:02 |
| 15. | Na Na Na                         | 3:09 |